# Dwór w Nowosielcach

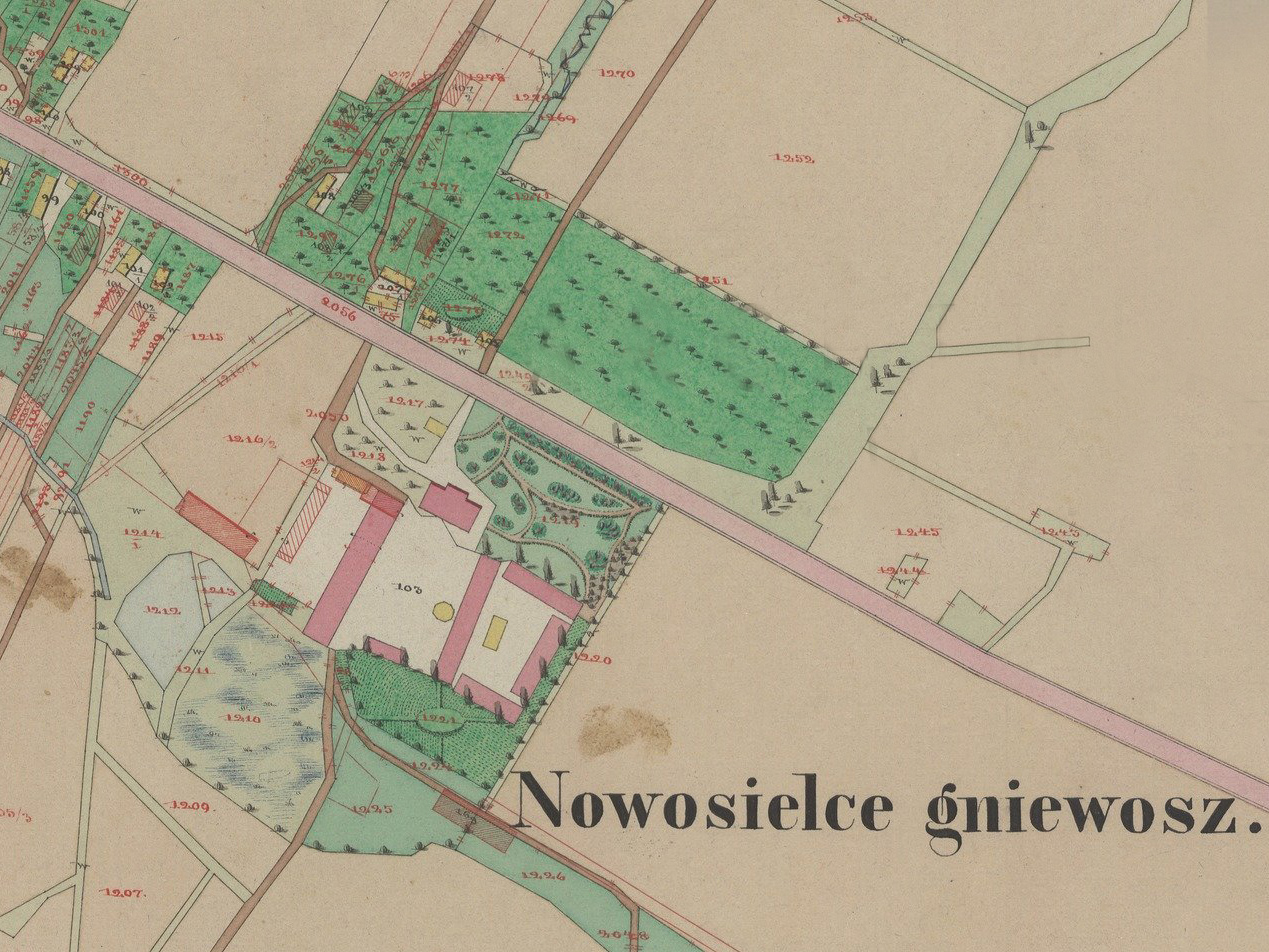
Dwór Łucji z Ostaszewskich Gniewoszowej w Nowosielcach na mapie z 1851 roku

Dwór w Nowosielcach – zabytkowy dwór w Nowosielcach.
Pierwotnie budynek dworu został zbudowany na przełomie XVIII/XIX wieku. W latach 1904–1905 został odnowiony. W tym czasie działały w nim elektrownia i wodociąg.
Od końca XVIII wieku dobra ziemskie w Nowosielcach należały do rodziny Gniewoszów herbu Rawicz. W 1882 Stanisław Gniewosz nabył dobra od Józefa Mniszecha. Kolejnymi właścicielami rodowych dóbr byli jego synowie Józef Gniewosz (od 1795) i Piotr Gniewosz (1756-1811) od 1801. W owym czasie przejściowo majątek dzierżawił Jan Skrzynecki, ojciec gen. Jana Skrzyneckiego.
Kolejnym dziedzicem był od 1811 najstarszy syn Piotra, Wiktor Gniewosz (1792-1840), a po jego śmierci majątkiem władała żona, Łucja (1802-1894), córka Sebastiana Ostaszewskiego. Po jej zgonie dobra przejął w 1894 syn Feliks Gniewosz (1836-1907),  a w 1901 jego syn, Wiktor (1879-1921). W 1905 Janina Gniewosz wraz z dwoma współwłaścicielami posiadała we wsi obszar 415 ha. Po śmierci Wiktora Gniewosza ostatnią dziedziczką dóbr była Helena Gniewosz, do końca II wojny światowej.
W czasie wojny polsko-bolszewickiej od lipca 1920 w folwarku majątku dworskiego w Nowosielcach-Gniewosz gromadzili się  ochotnicy do formowanego 209 Ochotniczego Pułk Ułanów Podkarpackich, którego inicjatorem i organizatorem był rtm. Henryk Towarnicki.
Po zakończeniu II wojny światowej w 1945 została stworzona tymczasowo szkoła rolnicza. Następnie w okresie PRL w budynku działała Spółdzielnia Produkcyjna do lat 50. W 1971 trwały prace konserwacyjno-remontowe dworu. W zabudowaniach utworzona została Roczna Szkoła Rolnicza I stopnia od 1958. W 1984 szkoła otrzymała patrona II Czechosłowackiej Brygady Spadochronowej. Obecnie w budynku działa Zespół Szkół Centrum Kształcenia Rolniczego im. II Czechosłowackiej Brygady Spadochronowej w Nowosielcach.
Wokół dworu rozpościera się park. Na jego obszarze zostały ustanowione:
- Kamień pamiątkowy Tysiąclecia Państwa Polskiego 966-1966.
- Masowa mogiła żołnierzy II Samodzielnej Czechosłowackiej Brygady Spadochronowej w Nowosielcach (1944) oraz pomnik odsłonięty 18 czerwca 1972, którego opiekę powierzono młodzieży z miejscowej szkoły rolniczej działającej w byłym budynku dworskim[6][7][8].

Zespół pałacowy w Nowosielcach, w tym pałac i park, zostały wpisane do wojewódzkiego rejestru ochrony zabytków.

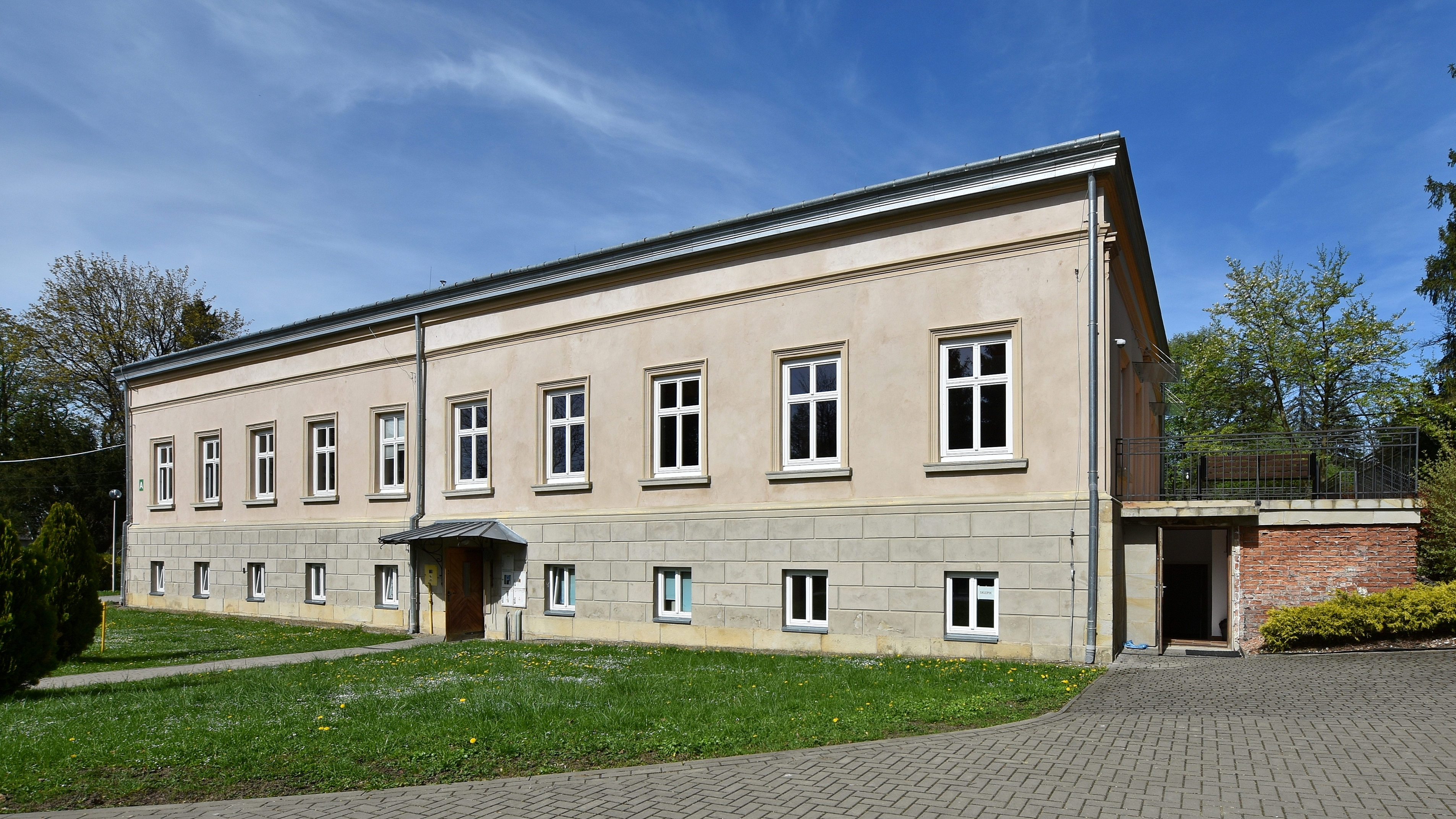
Dwór, elewacja ogrodowa
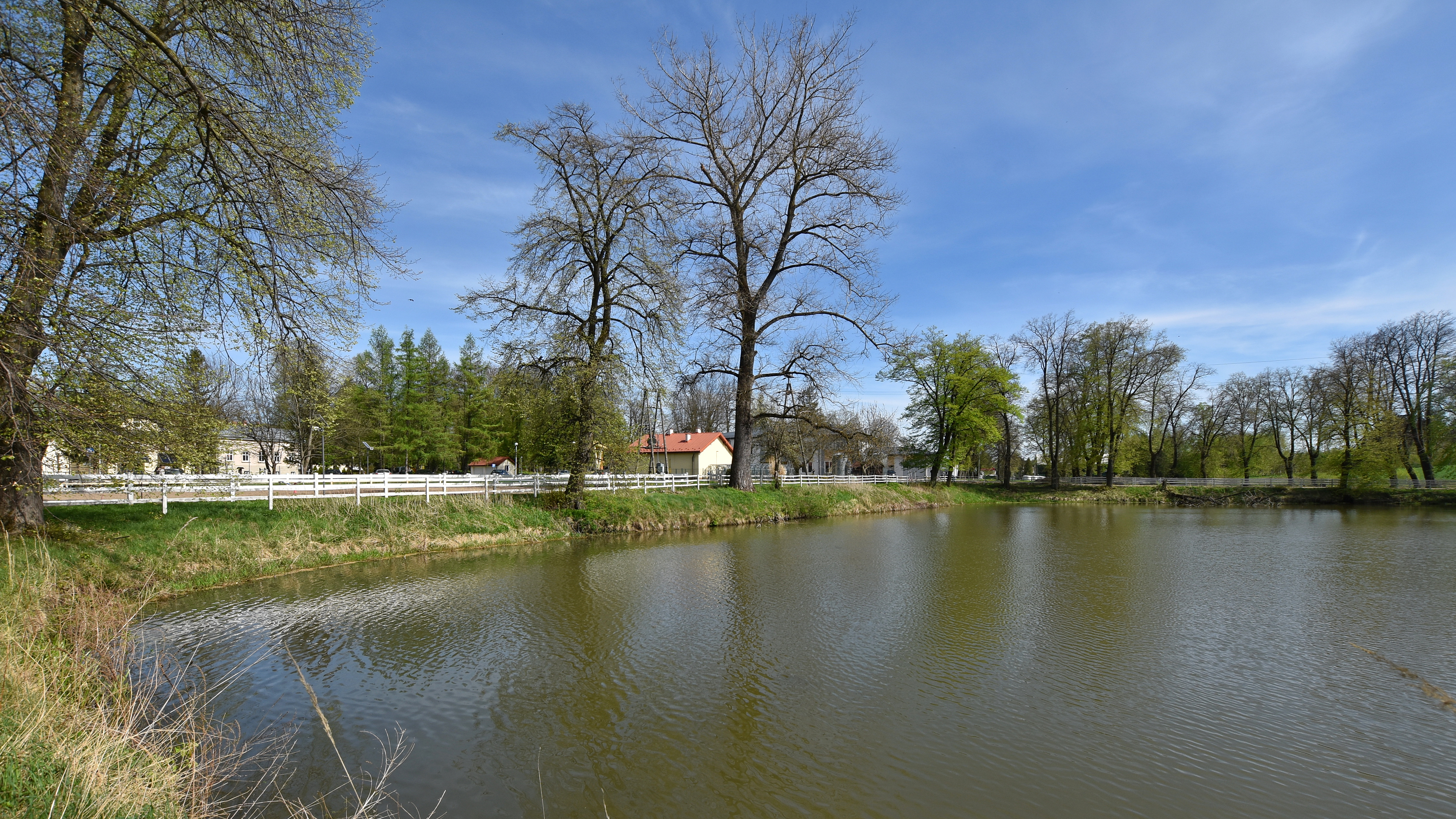
Staw
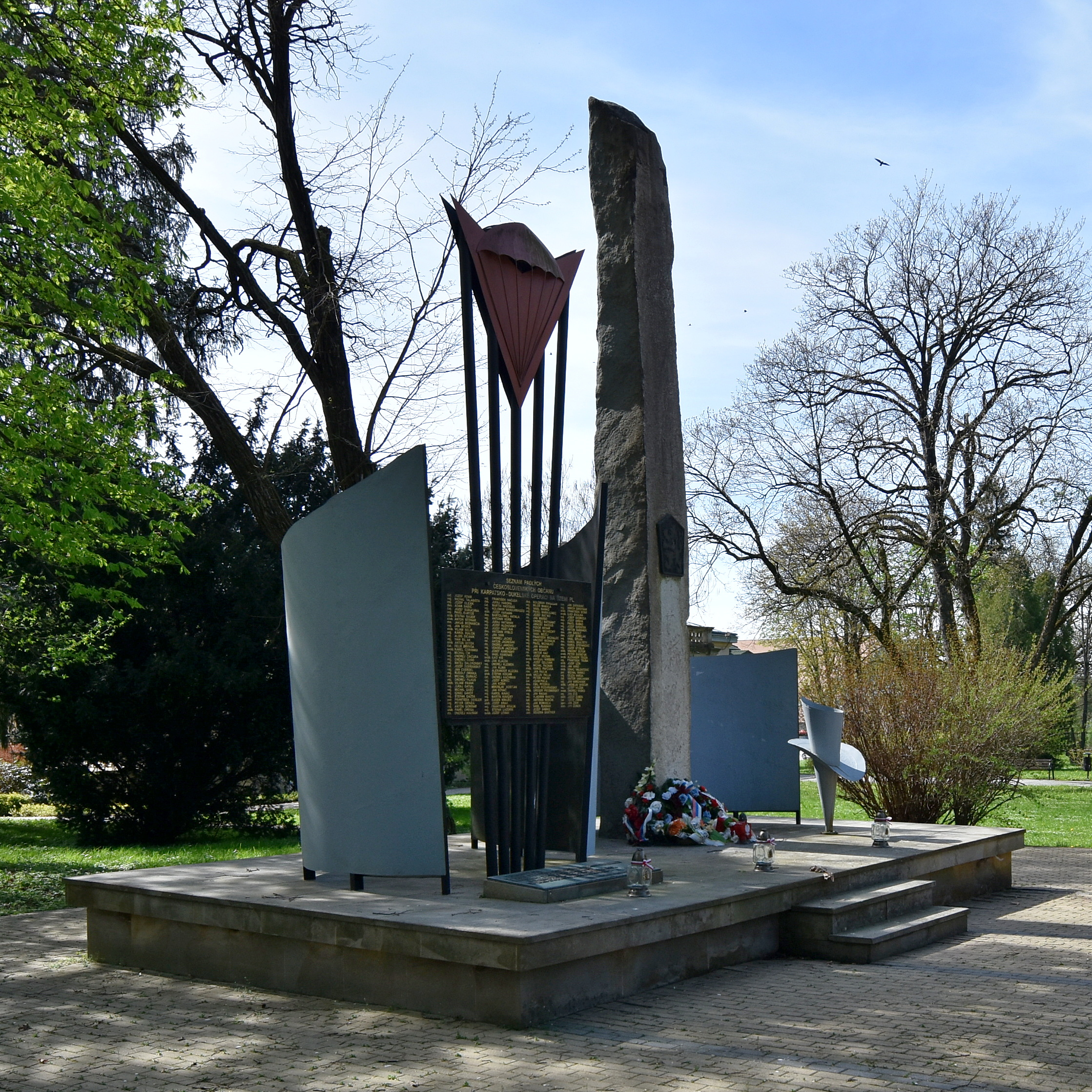
Park, pomnik żołnierzy czechosłowackich